# Umatilla
Umatilla, pleme Shahaptian Indijanaca s rijeke Umatilla i obale Columbie u sjevernom Oregonu i južnom Washingtonu. Od nekadašnjih 750 (1700.) do odlaszak na rezervat Umatilla 1855. preostalo ih je 300, gdje danas žive u konfederaciji s plemenima Cayuse i Walla Walla pod službenim imenom  'The Confederated Tribes of the Umatilla Indian Reservation'  Suvremena populacija ova tri plemena iznosi oko 2,500 članova.
Umatilla Indijanci naseljavali su kraj koji se danas smatra za losose, jednim od najbogatijih ribolovnih područja na svijetu. Njihova kultura pripadala je Platou a opstanak ovisio upravo o lososu, koji je osim za prehranu bio i važna trgovačka roba. Sušeni losos na Platou igrao je istu ulogu kao i bizon na preriji. 
Umatille prvi susreću 1805. članovi ekspedicije Lewisa i Clarka, a ubrzo nakon toga, dvadesetih godina 19. stoljeća (1824. i 1829.) pogodit će ih dvije epidemije boginja. Dolaskom bijelih naseljenika 1841. Oregon Trail-om (vidi) doći će do konflikata, a 1855. ulaze u Rat Yakima (Yakima War) i konačni odlazak na rezervat s plemenima Cayuse i Walla Walla. 

## Vanjske poveznice
- Umatilla Indians  Arhivirana inačica izvorne stranice od 22. veljače 2007. (Wayback Machine)
- Photo Gallery - People of the Umatilla Indian Reservation
- Confederated Tribes of the Umatilla Indian Reservation  Arhivirana inačica izvorne stranice od 12. prosinca 2007. (Wayback Machine)
- The Umatilla Indian Tribe, Oregon

- Umatilla djevojčica